# Frontera entre Guyana y Venezuela
La frontera que divide a Venezuela de Guyana es una línea sinuosa de 789 km de extensión, en sentido norte-sur, que separa el este de Venezuela de la república de Guyana. Se extiende desde Punta Playa al norte, en el litoral del océano Atlántico, siguiendo un tramo del recorrido del río Cuyuní hasta el trifinio Guyana-Brasil-Venezuela (tepuy Roraima), casi al paralelo 5° norte. Separa las regiones guyanesas de Barima-Waini y Cuyuní-Mazaruní de los estados venezolanos de Delta Amacuro y Bolívar.
Esta frontera ha sido objeto de disputas durante dos siglos, en principio entre el Reino de España y el Reino de Gran Bretaña, después entre Venezuela y el Reino Unido y después entre Venezuela y Guyana. Venezuela reclama la soberanía sobre la parte occidental de Guyana hasta los márgenes del río Esequibo, que recibe el nombre de Guayana Esequiba. Venezuela considera nulo el Laudo Arbitral del 3 de octubre de 1899 que delimita su frontera con Guyana. Últimamente ha habido problemas de seguridad en la frontera, lo que ha provocado su creciente militarización.